# Pusiola unicolor
Pusiola unicolor är en fjärilsart som beskrevs av Sergius G. Kiriakoff 1954. Pusiola unicolor ingår i släktet Pusiola och familjen björnspinnare. Inga underarter finns listade.